# فلیسیتی گالوز
فلیسیتی گالوز (به انگلیسی: Felicity Galvez) (زادهٔ ۴ مارس ۱۹۸۵) شناگر اهل استرالیا است.